# Euphorbia mbuinzauensis
Euphorbia mbuinzauensis (молочай мбуінзавський) — вид рослин із родини молочайних (Euphorbiaceae), ендемік Кенії.

## Опис
Це гіллястий кущ заввишки до 4 метрів. Гілки циліндричні, м'ясисті з помітними еліптичними рубцями листків. Листки м'ясисті, майже сидячі, опадають у період плодоношення, з парою зменшених прилистків; листова пластина від майже округлої до яйцеподібної форми, до ≈ 14 × 6 см, вершина від закругленої до тупої із загнутим кінчиком, край злегка хвилястий, середня жилка знизу чітко кілювата, поверхні викривлені; верх густо запушений, зелений, під час сухого сезону набуває пурпурувато-сіро-зеленого кольору; низ густо зірчасто волосистий, зрідка з пурпуруватим відтінком. Суцвіття однодомні, щільні псевдозонтики, гілки, квітконоси й приквітки запушені. Циатій ≈ 2,5 × 6.0 мм. Коробочка зворотно-яйцювата, глибоко гостро-лопатева, вершина стиснена, до 8 × 7 мм, від пурпурувато-червоного до жовтувато-зеленого кольору, запушена. Насіння яйцеподібне, невиразно чотирикутне, ≈ 1,8 × 2.2 мм, від блідо-коричневого до темно-коричневого забарвлення, неглибоко бугорчасте.
Вид E. mbuinzauensis був знайдений із квітами у вересні та з плодами у вересні — грудні.

## Поширення
Лише одна популяція нового виду була виявлена біля підніжжя пагорба Мбуінзау, округ Макуені, на півдні Кенія. Тут він росте у відкритих широколистяних лісах, покритих виходами лави на висоті ≈ 970 м.

## Етимологія
Видовий епітет mbuinzauensis позначає типову місцевість Mbuinzau в окрузі Макуені, Кенія.